# نلان
نلان یا حسین‌آباد، روستایی در دهستان بمپور شرقی بخش مرکزی شهرستان بمپور در استان سیستان و بلوچستان ایران است.

## جمعیت
بر پایه سرشماری عمومی نفوس و مسکن در سال ۱۳۹۵، جمعیت این روستا برابر با ۱۶۳ نفر (۳۷ خانوار) بوده است.